# Regionaler Naturpark Pilat

Logo des Parks

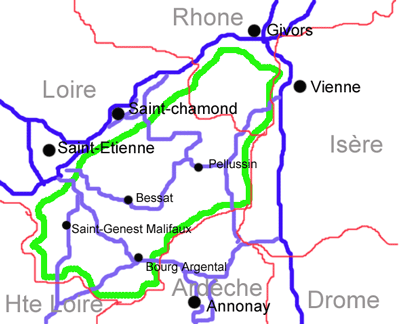
Lageplan des Naturparks (grün)

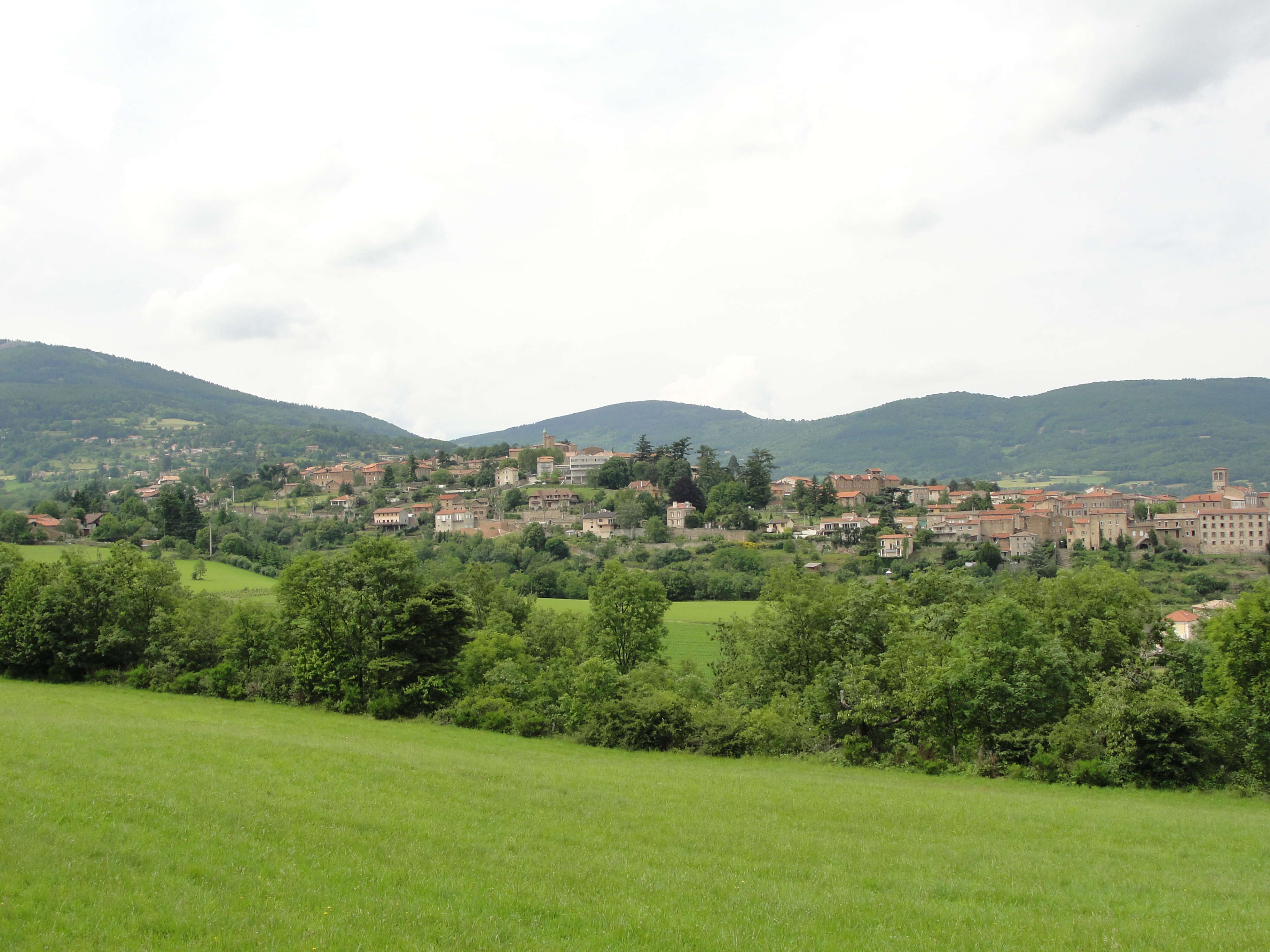
Ortsansicht von Pélussin

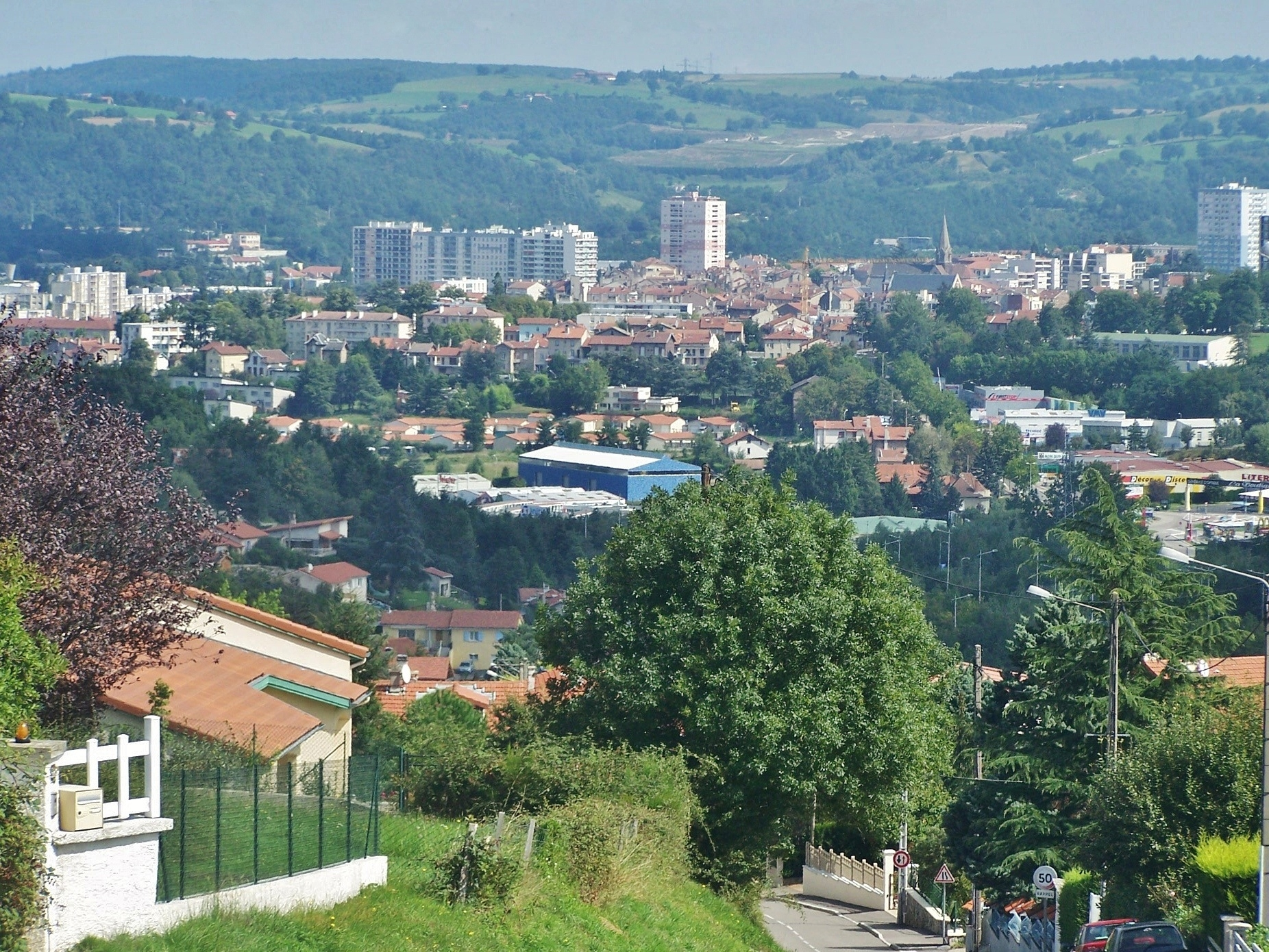
Der Zugangsort Firminy mit dem Naturpark im Hintergrund

Der Regionale Naturpark Pilat (frz. Parc naturel régional du Pilat) liegt in der französischen Region Auvergne-Rhône-Alpes und umfasst Teile der Départements Loire und Rhône. Er erstreckt sich grob südwestlich von Lyon, wird im Osten vom Fluss Rhône sowie im Westen von seinem Nebenfluss Gier eingegrenzt und stößt im Süden an das Département Haute-Loire. Im Zentrum befindet sich der namensgebende Gebirgsstock Mont Pilat.

## Parkverwaltung
Die Gründung des Naturparks erfolgte am 17. Mai 1974 und umfasst heute eine Fläche von etwa 70.000 Hektar. Die Parkverwaltung hat ihren Sitz in Pélussin (45° 25′ 9″ N, 4° 40′ 12″ O), wo sich das „Maison du Parc“ befindet. 47 Gemeinden mit einem Einzugsgebiet von etwa 50.000 Bewohnern bilden den Park, darüber hinaus sind 16 außerhalb liegende Gemeinden als Zugangsorte mit dem Park assoziiert.

## Die wichtigsten Zugangsorte
- Annonay
- Firminy
- Givors
- La Grand-Croix
- Rive-de-Gier
- Saint-Chamond
- Saint-Étienne und einige weitere Gemeinden im Ballungsraum

## Größere Orte im Park
- Ampuis
- Bourg-Argental
- Chavanay
- Condrieu
- Loire-sur-Rhône
- Pélussin
- Saint-Paul-en-Jarez
- Saint-Genest-Malifaux

## Landschaften
Der Naturpark liegt an der Grenze zweier Klimazonen. Während im Westen das Kontinentalklima des Zentralmassivs vorherrscht, dominiert im Osten, insbesondere im Rhonetal, bereits der mediterrane Charakter. Zusätzlich gibt es in der Gipfelzone des Pilat auch ein alpines Gebirgsklima. Aufgrund seiner Strukturierung lässt sich das Gebiet in folgende Landschaften unterteilen:
- Piémont Rhodanien

Das Gebiet liegt im Osten des Naturparks. Hier folgt die Rhône dem Grenzverlauf des Parks von Givors im Norden, bis zur Gemeinde Saint-Pierre-de-Bœuf. Entlang des Flusses und auf der landwirtschaftlich genutzten Hochebene in ca. 400 Metern Höhe über dem Tal durchziehen vielfältige Wege das Piémont Rhodanien im Schutz der letzten bewaldeten Gebirgsausläufer des Zentralmassivs. Hier haben sich die Bauern spezialisiert: sie betreiben Pflanzenbau, Tierhaltung oder sind Winzer geworden.
Im Norden weiden auf den Wiesen Milchkühe und Ziegen. Der „Rigotte de Condrieu“, ein lokaler Ziegenkäse, ist hier zum Markenzeichen geworden. Im Süden des Gebietes hat sich der Obstbau auf die Produktion von Äpfeln spezialisiert. Die Höhenlage sowie die leichten, sandhaltigen Böden lassen besonders schmackhafte Äpfel reifen. Weinreben gedeihen auf den Terrassen der steilen Abhänge, die das Rhônetal beherrschen. Die Bearbeitung der Weingärten ist äußerst schwer, weil nicht mechanisierbar. Trotzdem ist die Weinkultur dank der ausgezeichneten Qualität der hergestellten Weine durchaus rentabel.

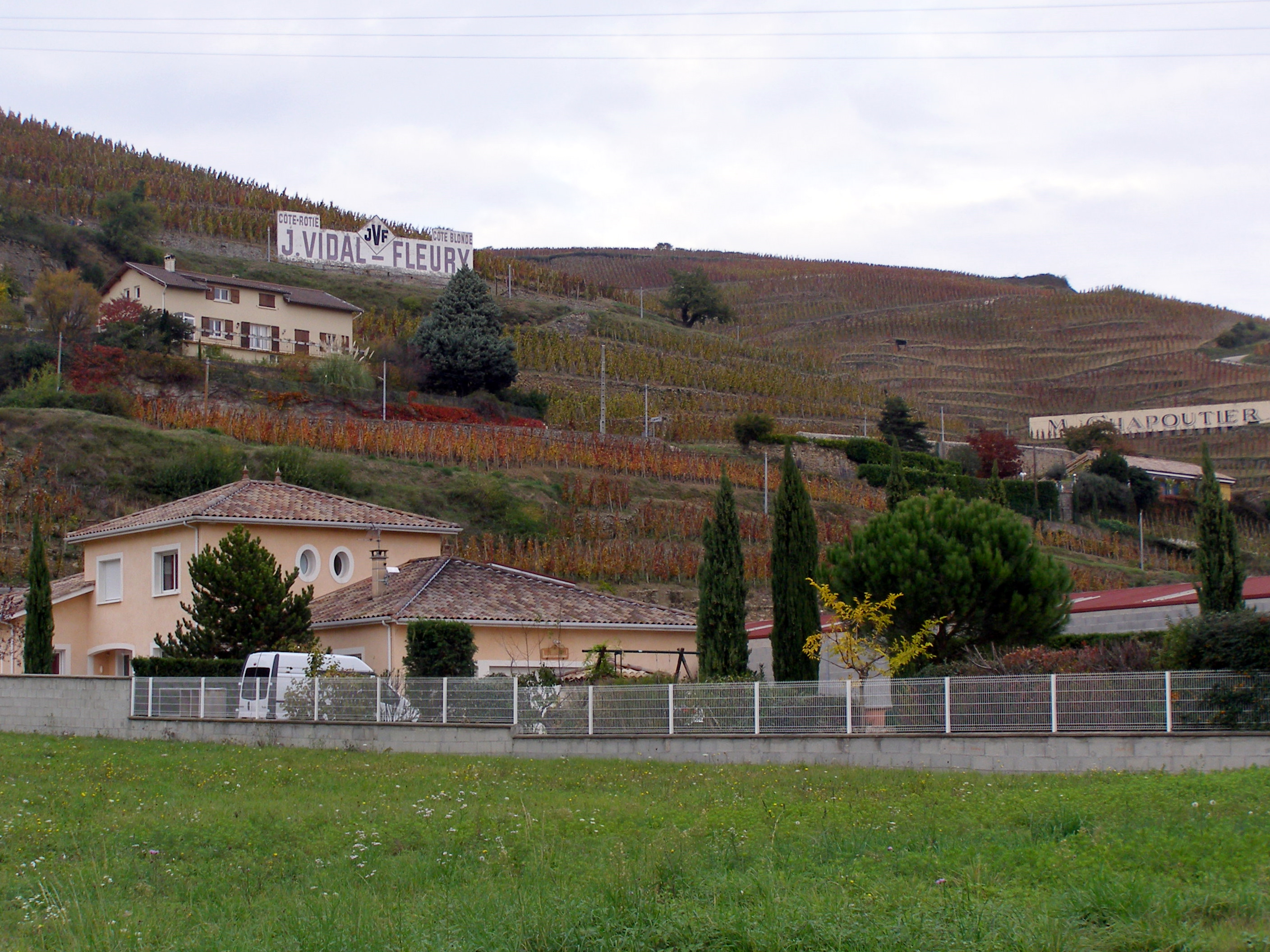
Weinberge in Ampuis
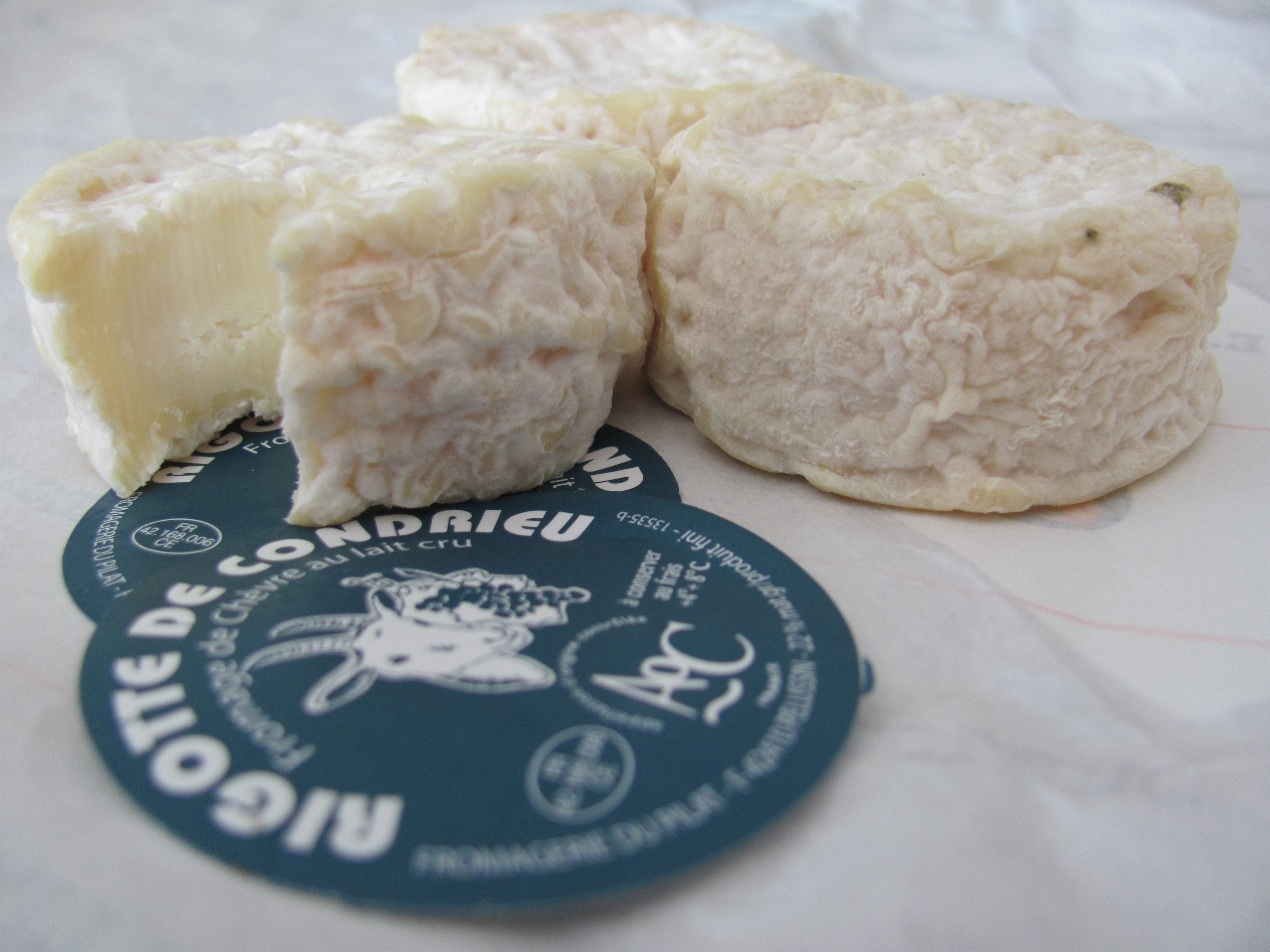
Ziegenkäse aus Condrieu
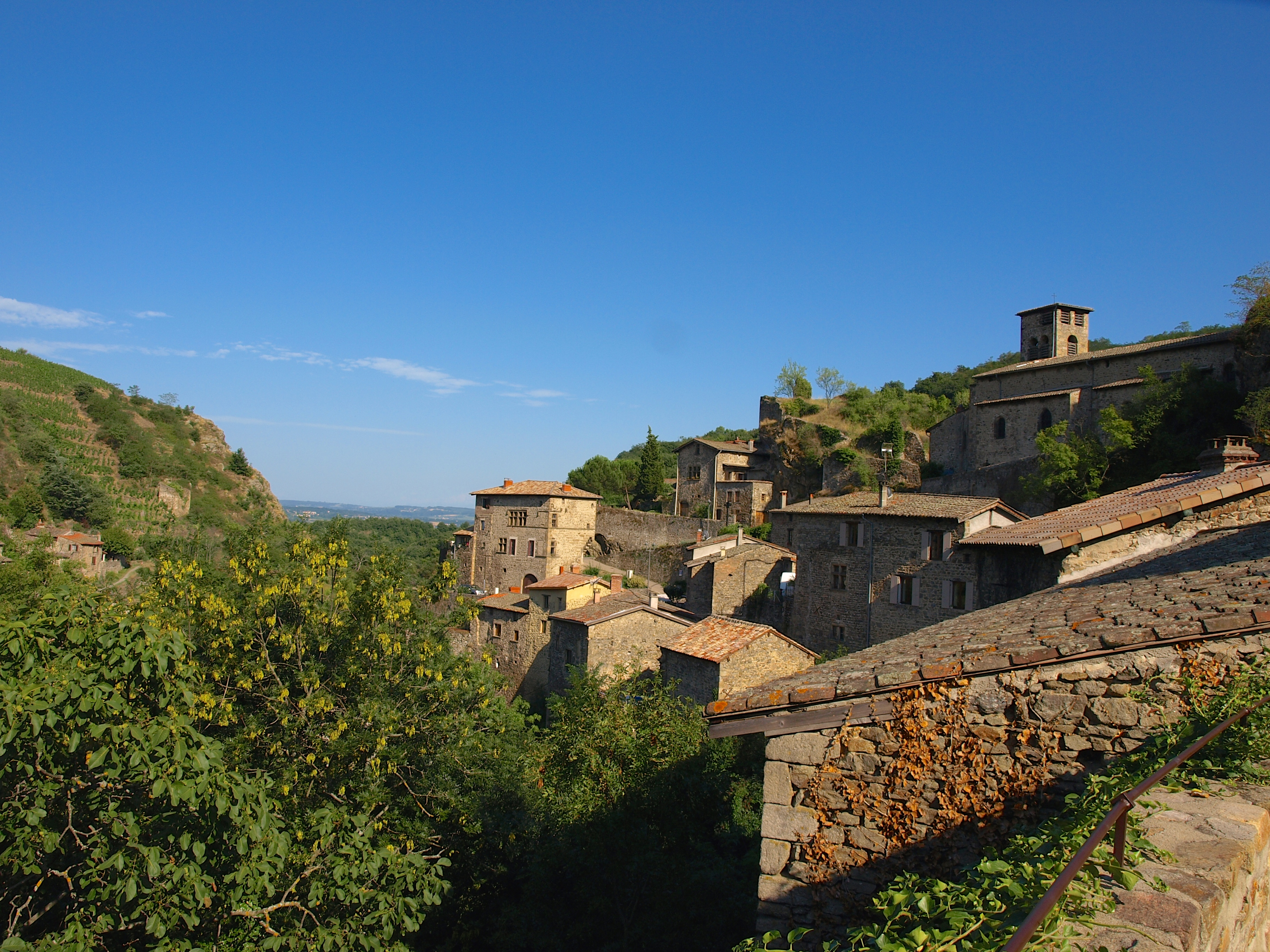
Blick von Malleval ins Rhônetal
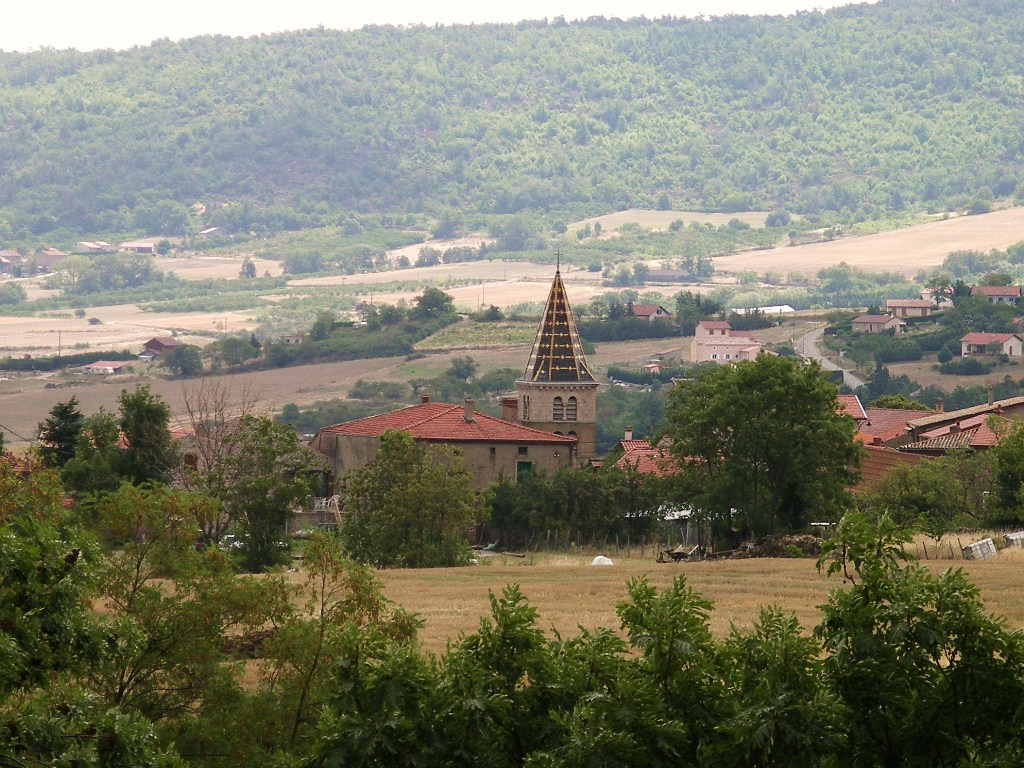
Saint-Appolinard
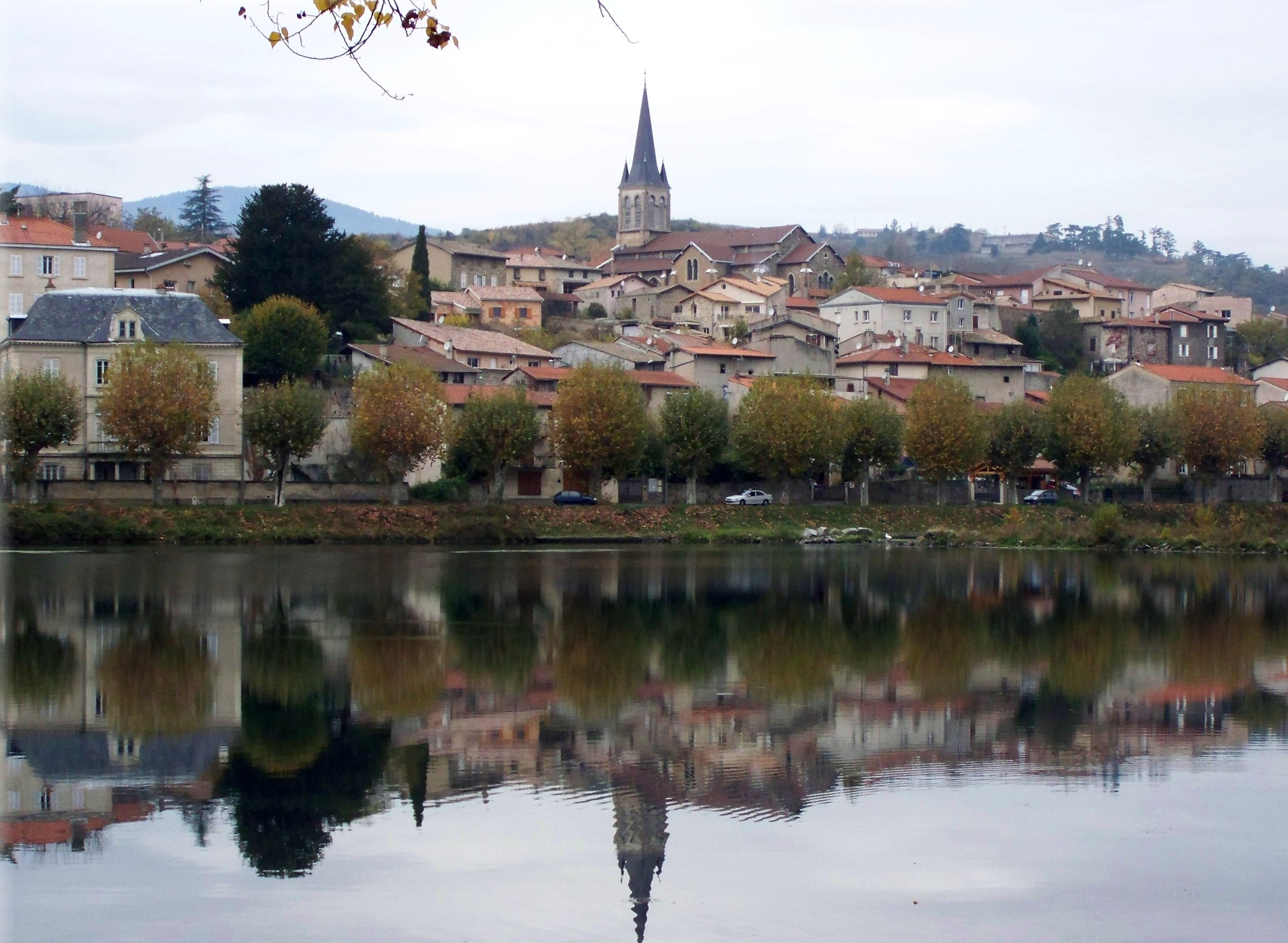
Saint-Pierre-de-Boeuf an der Rhône
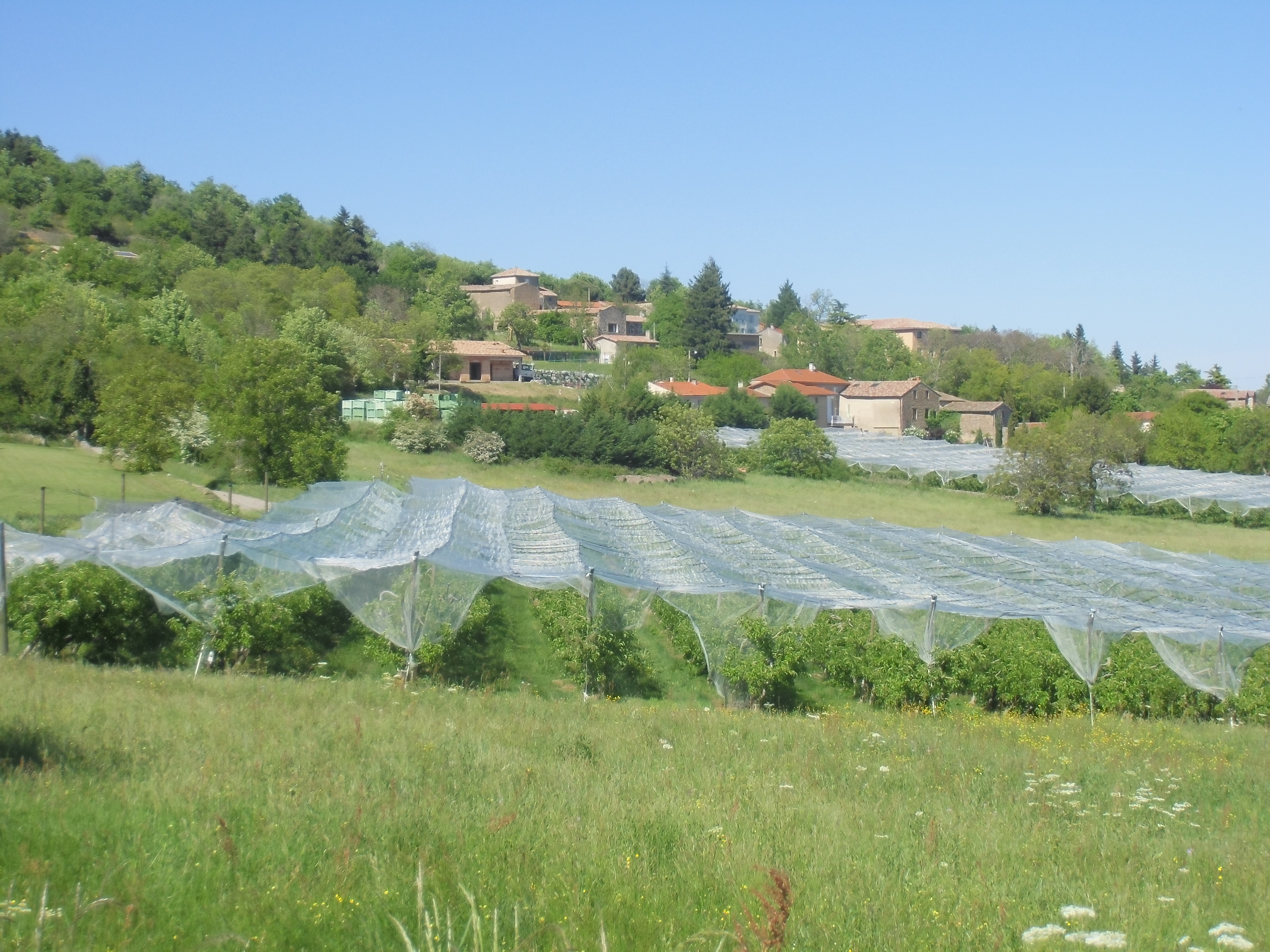
Apfelplantagen in Véranne

- Vallée de la Déôme

Das Tal des Flusses Déome, der im Unterlauf den Namen Deume trägt, liegt im Südwesten des Naturparks. Der tief eingeschnittene Fluss bildet die südliche Grenze des Pilat und trennt ihn von der weiter südlich folgenden Bergkette der Boutières. Große Tannen- und Buchenwälder bedecken die Höhen und Hänge Richtung Norden, während sich Wiesen und Laubhölzer auf den sonnenbeschienenen Südhängen und in den Talmulden abwechseln. Ab dem 18. Jahrhundert ermöglichten die Flussläufe den Bau von Textilfabriken, die die Antriebskraft des Wassers nutzten. Heute stellt die damalige industrielle Architektur ein besonderes Kulturerbe dar, wie z. B. in den Orten Bourg-Argental und Saint-Julien-Molin-Molette.

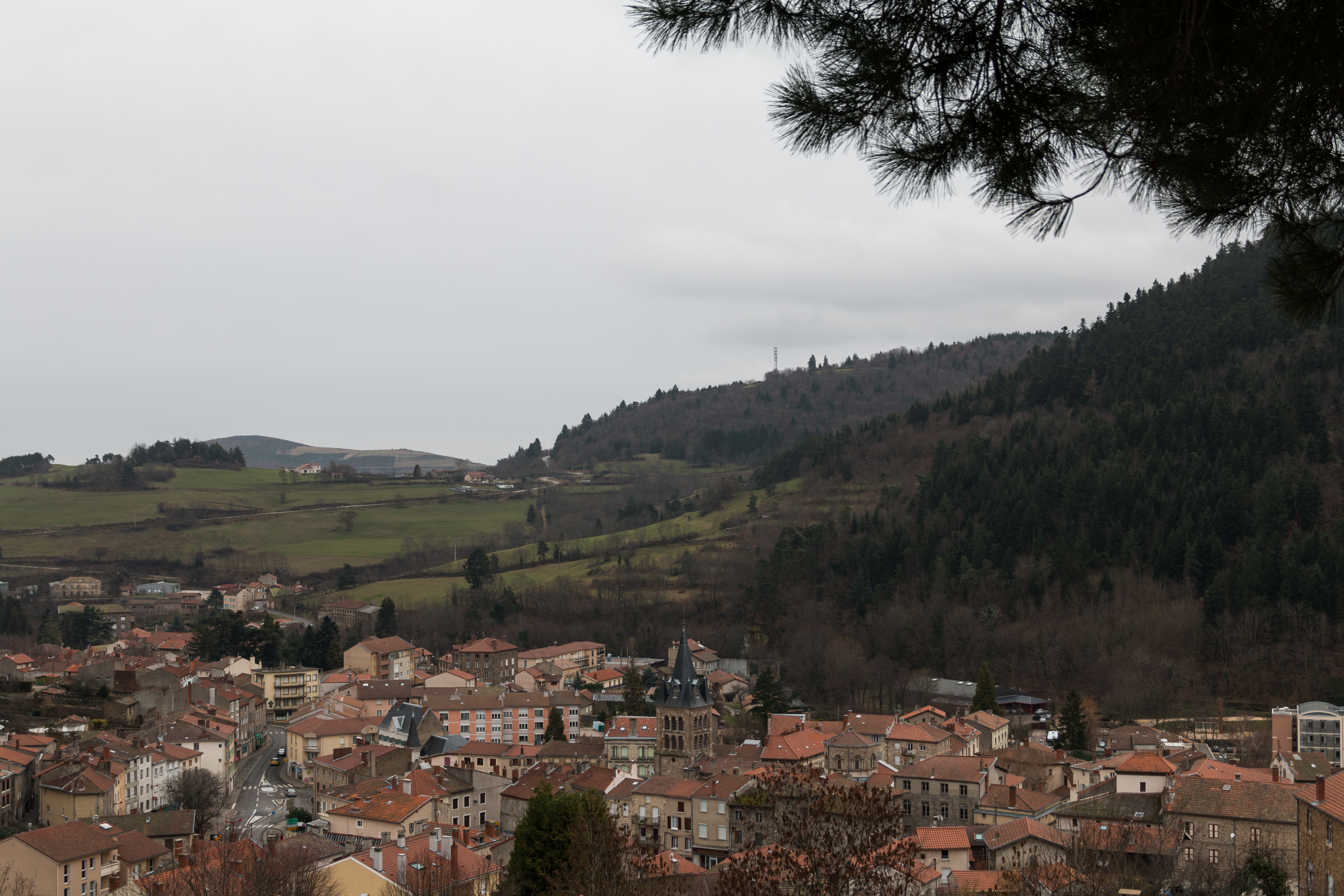
Blick über Bourg-Argental nach Süden
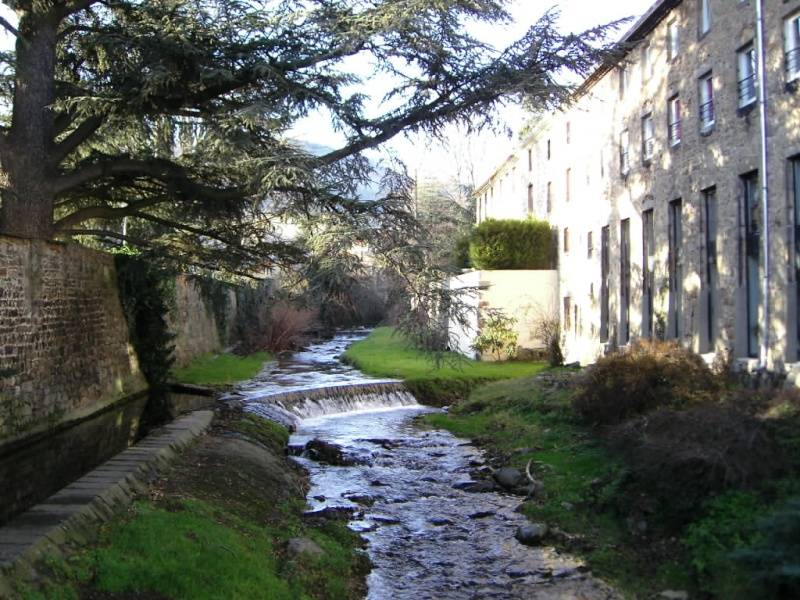
Saint-Julien-Molin-Molette am Nebenfluss Ternay

- Haut Pilat

Das Gebiet erstreckt sich im Süden des Naturparks und liegt auf einem Granitblock von rund 1000 Metern Höhe, der von feuchten, bisweilen torfigen Wiesen bedeckt ist. Aus zahlreichen Quellen entspringen Flüsse wie die Semène und die Dunières die zur Loire entwässern.
Schwergewicht in der Bewirtschaftung dieses Landstriches ist die Milchviehhaltung. Den Sommer werden die Kühe auf der Weide gehalten, im Winter ernährt man die Tiere im Stall von der eingebrachten Heuernte. Die meistverbreitete Kuhrasse sind die Montbéliards, eine braun und weiß gefleckte Art, die ursprünglich aus dem Jura stammt und dem rauen Klima gut widersteht. Alternativ werden auch die schwarz und weiß gefleckten Kühe der Rasse Holstein gehalten, die zwar mehr Milch geben, dafür aber eine geringere Widerstandskraft aufweisen.

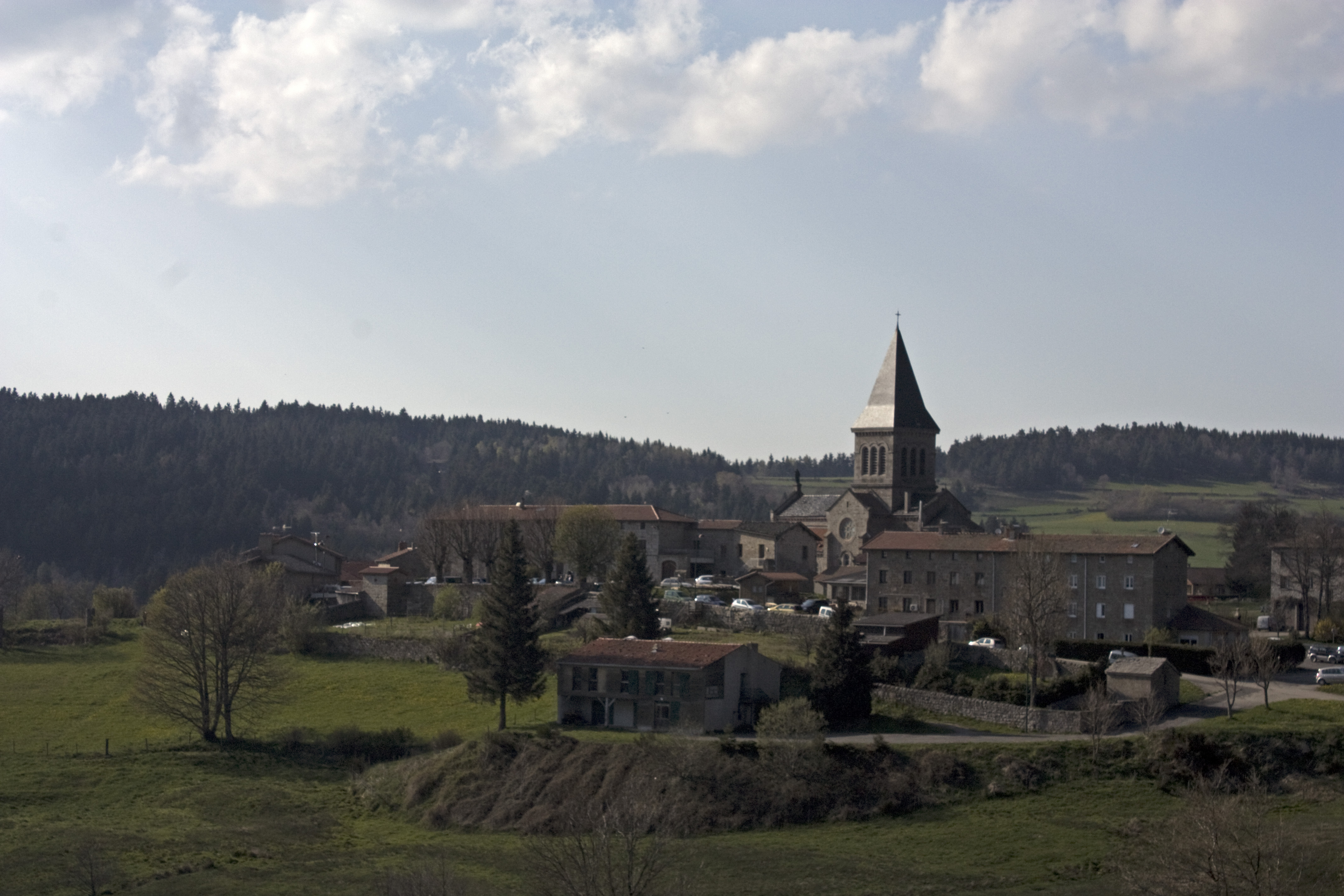
Blick auf Saint-Régis-du-Coin
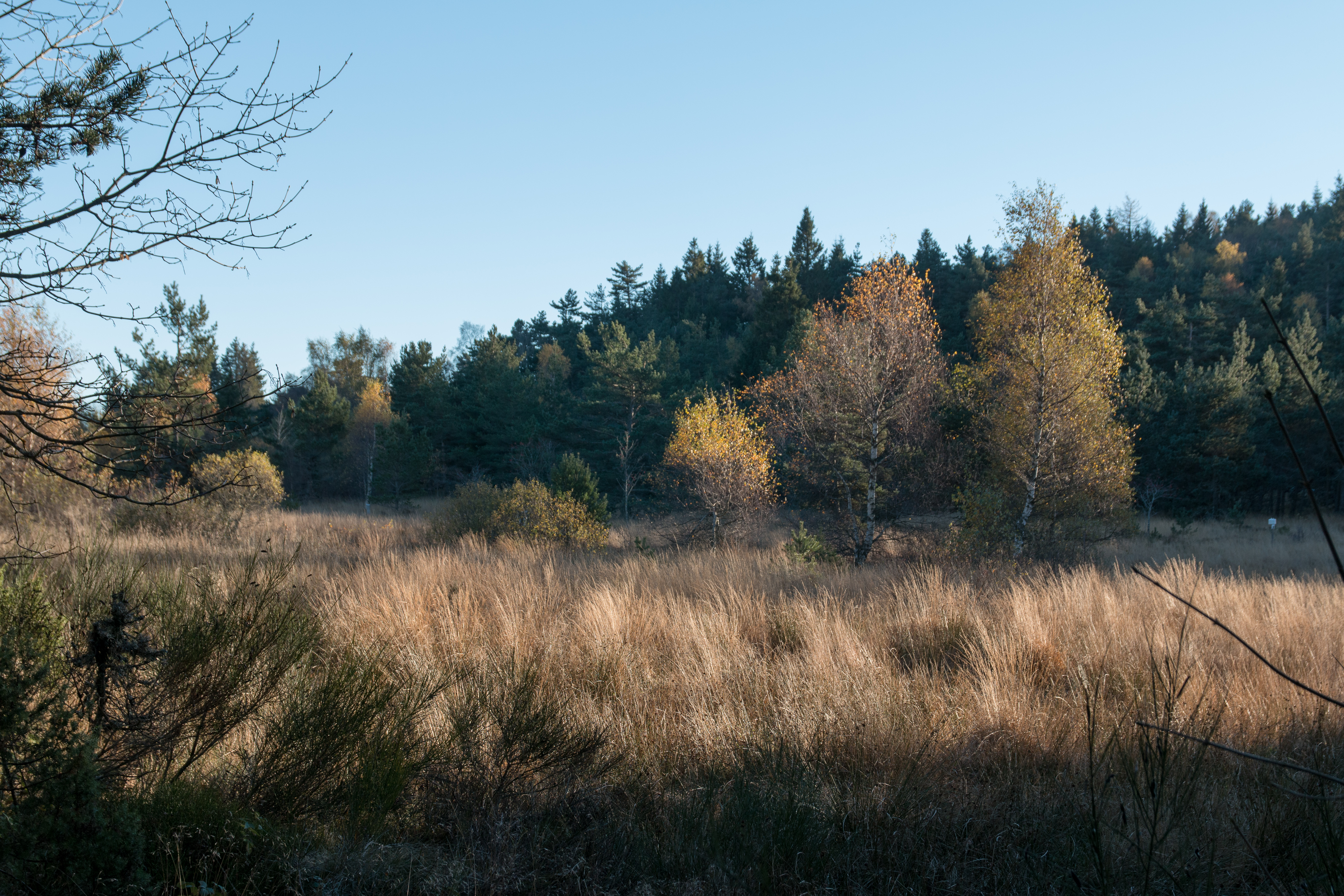
Moorwiese bei Saint-Régis-du-Coin
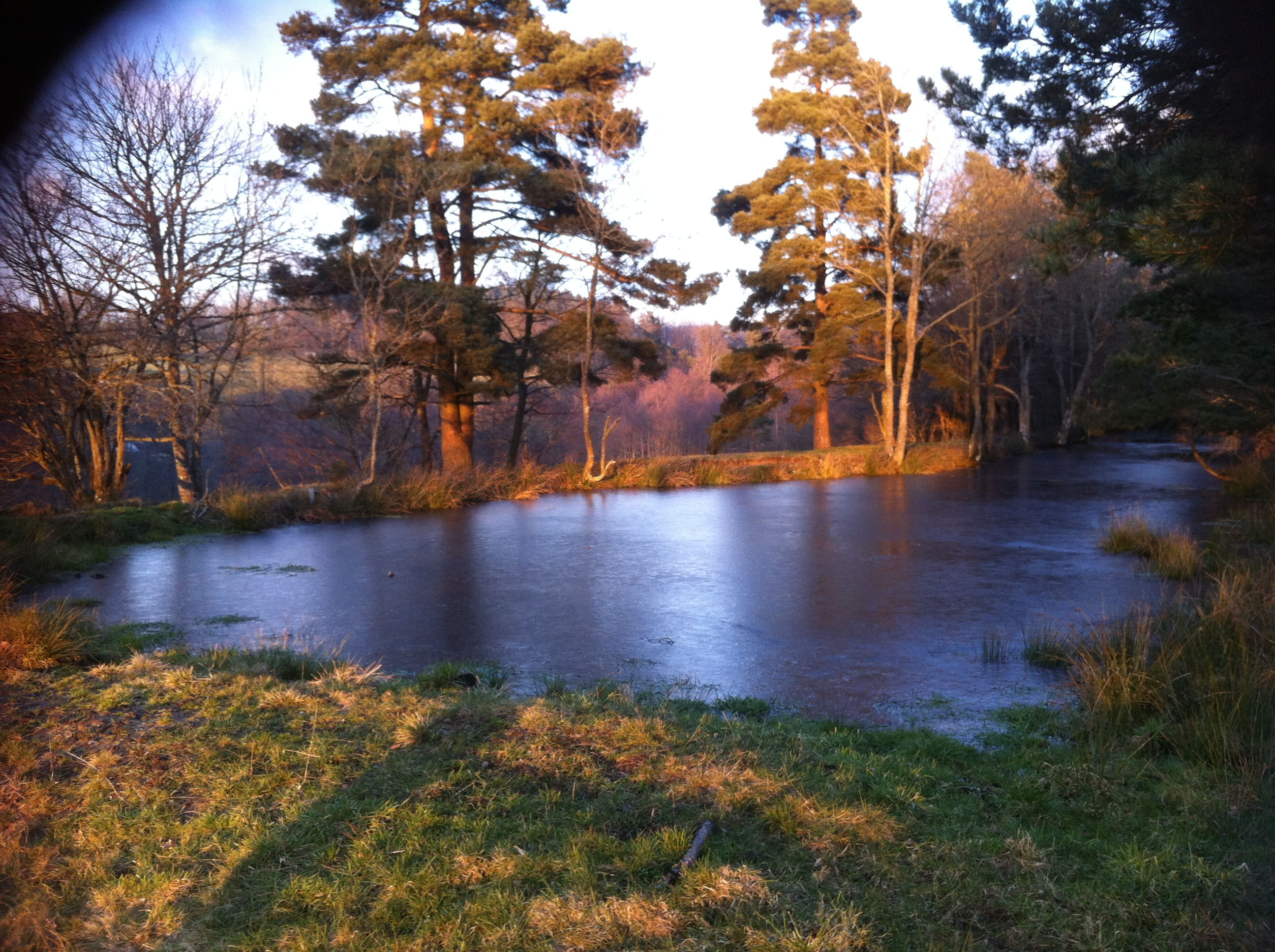
Naturlandschaft bei Marlhes
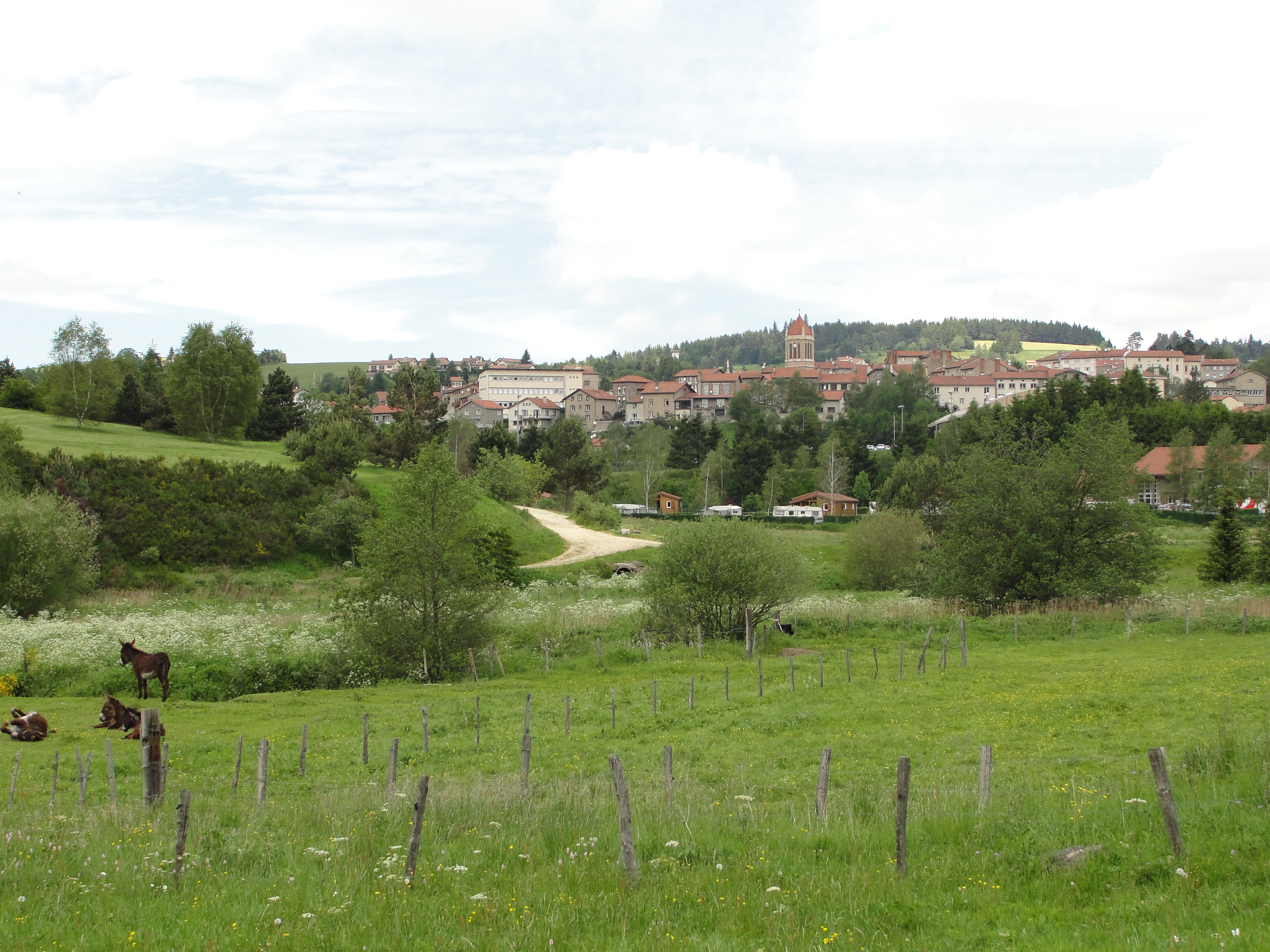
Saint-Genest-Malifaux
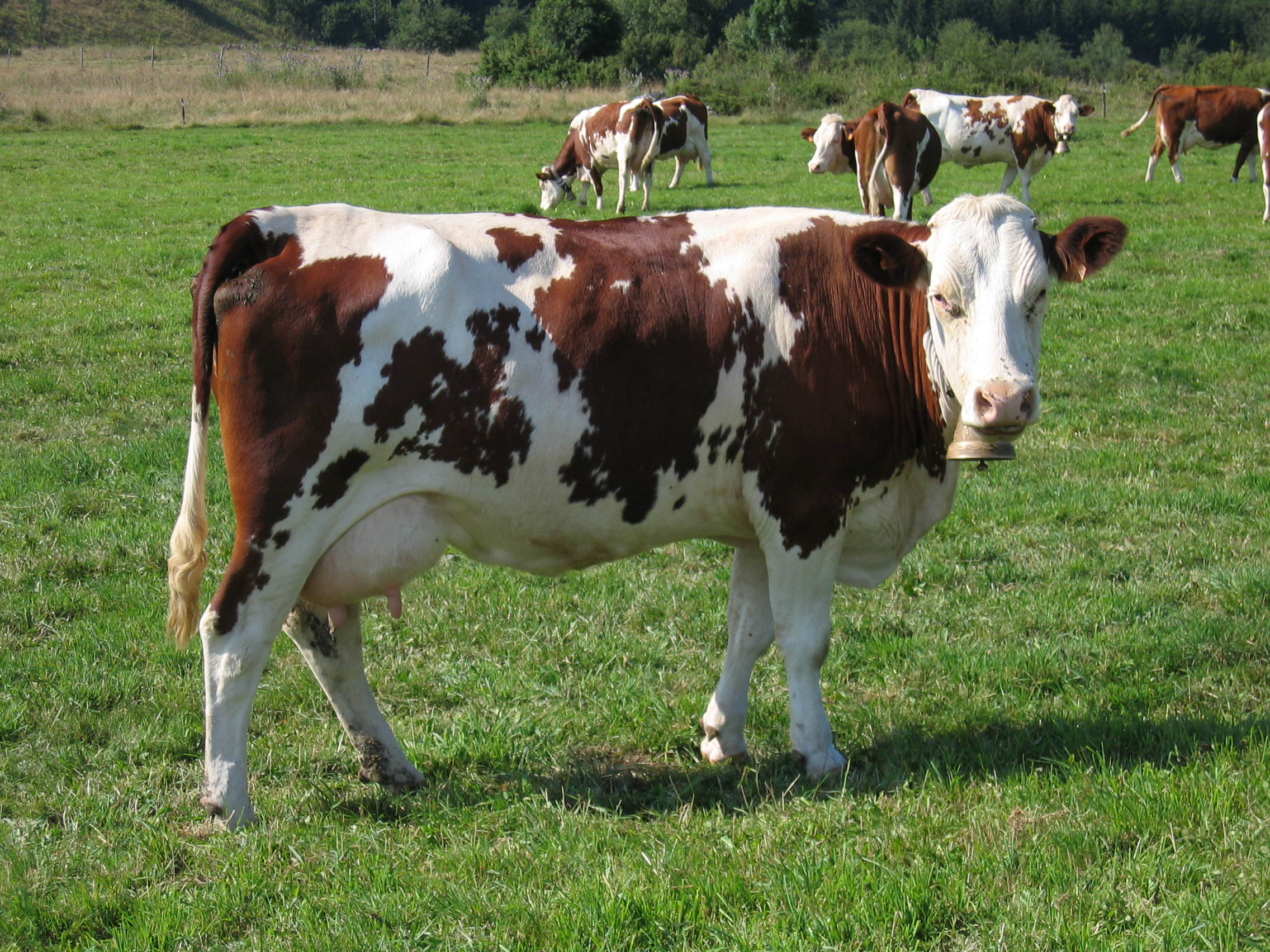
Montbeliard-Kühe
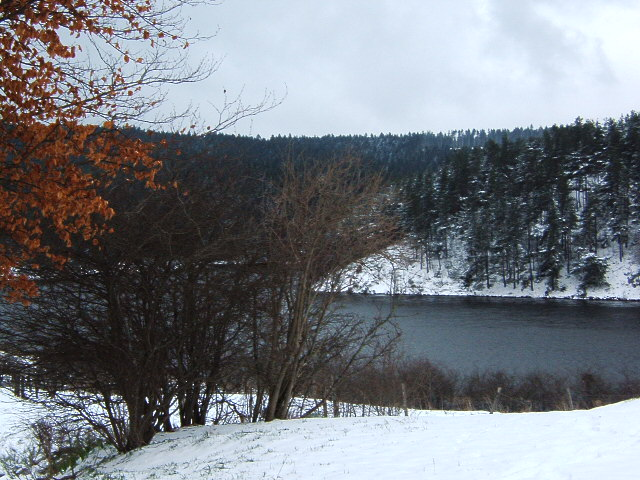
Die Semène am Stausee von Saint-Genest-Malifaux

- Les Crêts

Die Crêts bezeichnen die von Heideflächen überzogenen Gipfel, die im Crêt de la Perdrix (1432 m) im Herzen des Pilat-Massivs ihren Höhepunkt erreichen. Weitere markante Erhebungen sind der Crêt de Botte (1387 m), der Crêt de l’Œillon (1362 m) und Les Trois Dents (1213 m). Die rauen klimatischen Bedingungen, die bergtypische Vegetation und das weitläufige Felsgeröll tragen dazu bei, dass diese Landschaft alle Eigenschaften einer Bergregion aufweist. Hier kann auch Wintersport betrieben werden. Umgeben von tiefen Wäldern bieten die Crêts auch einen einzigartigen Ausblick auf die Alpen und das Zentralmassiv.

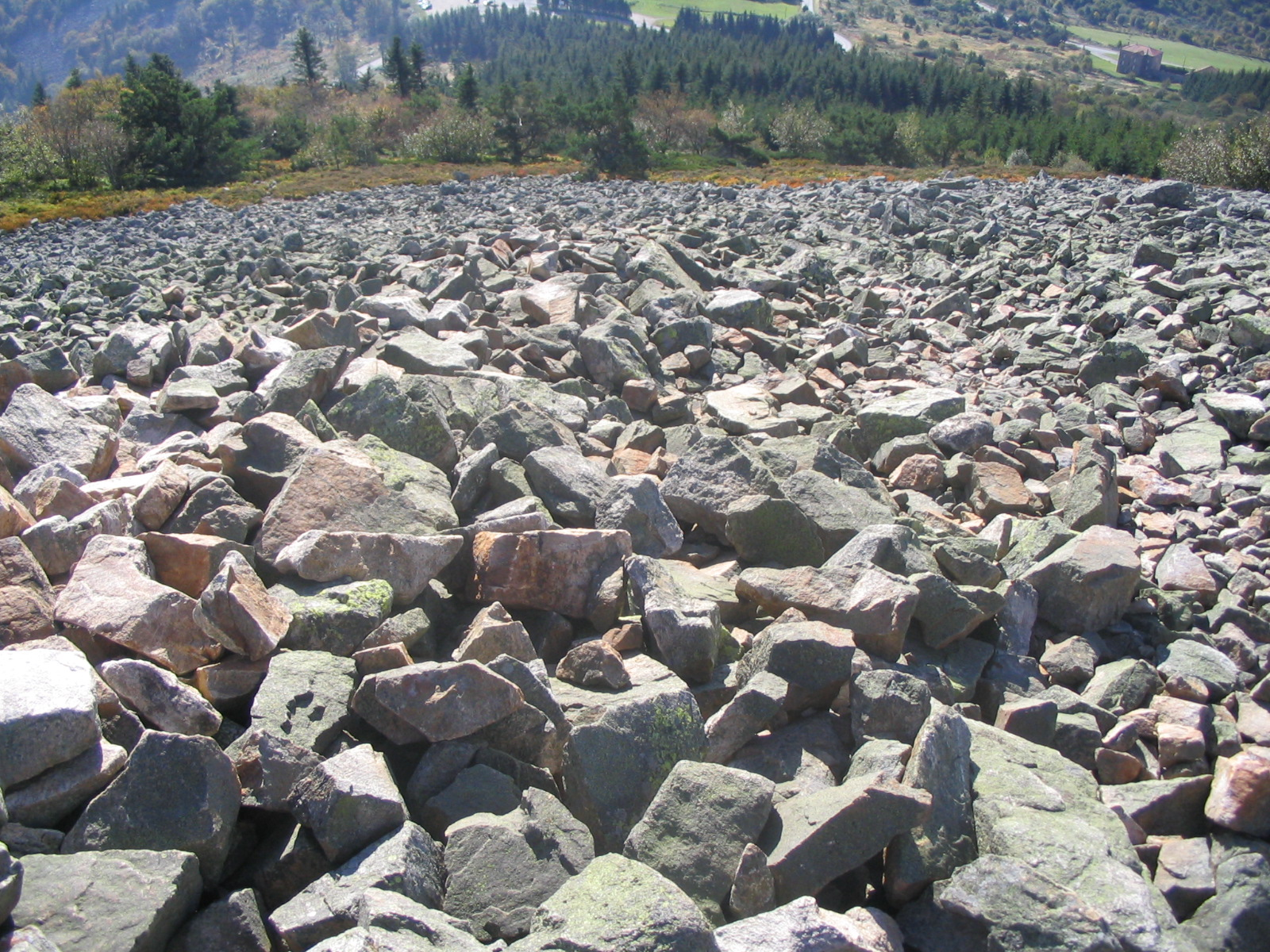
Felsgeröll am Pilat
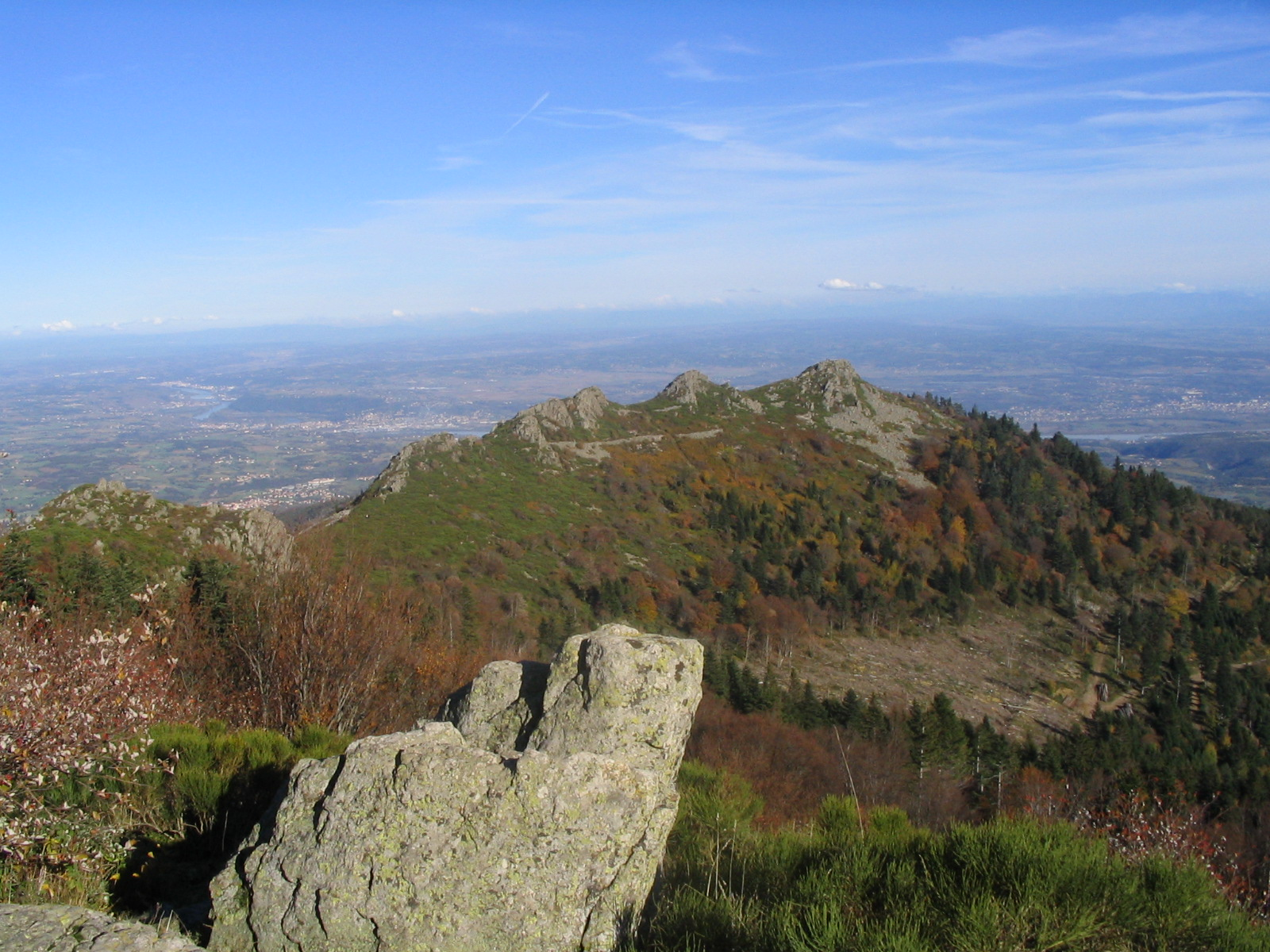
Les Trois Dents
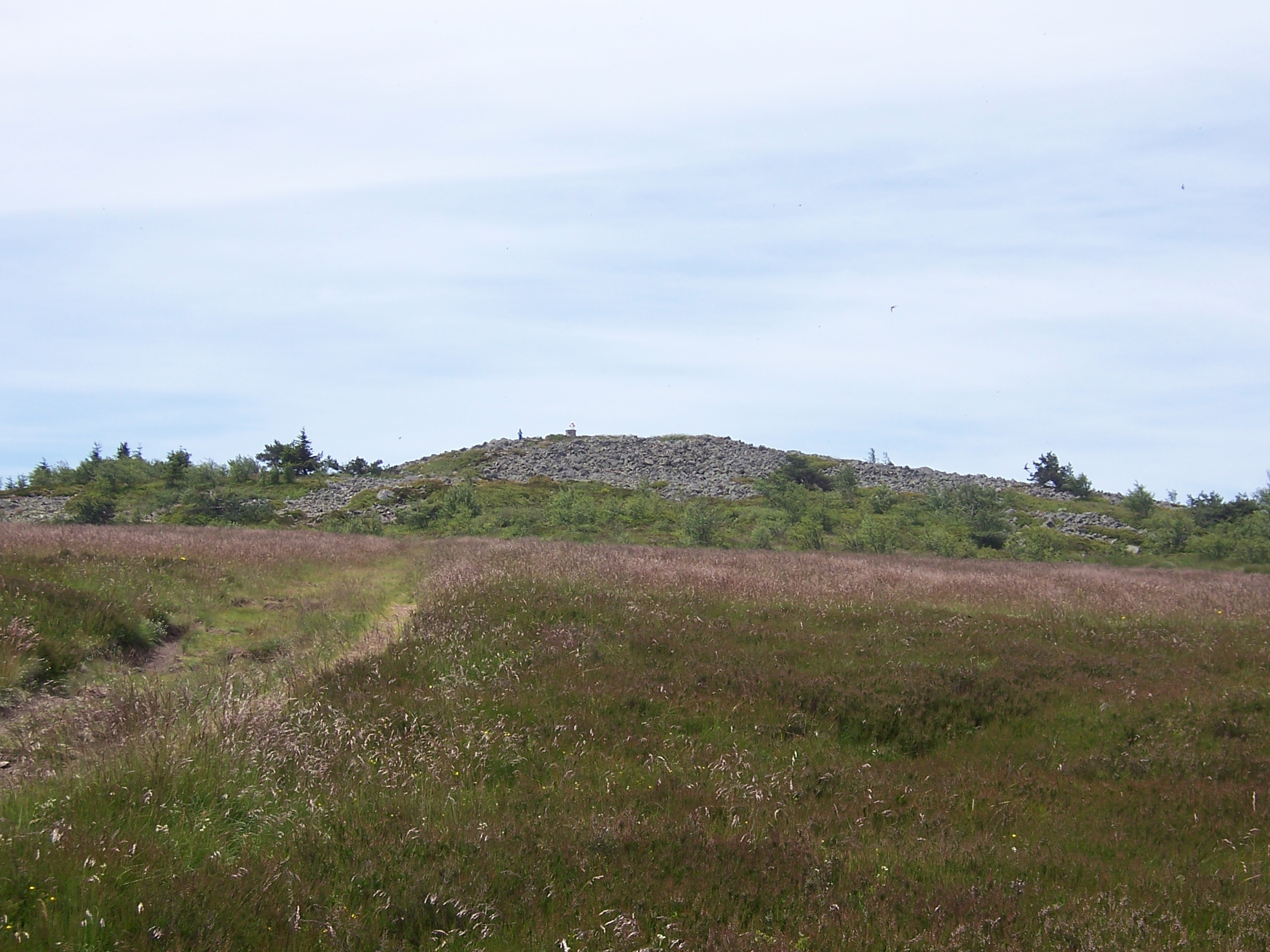
Crêt de la Perdrix
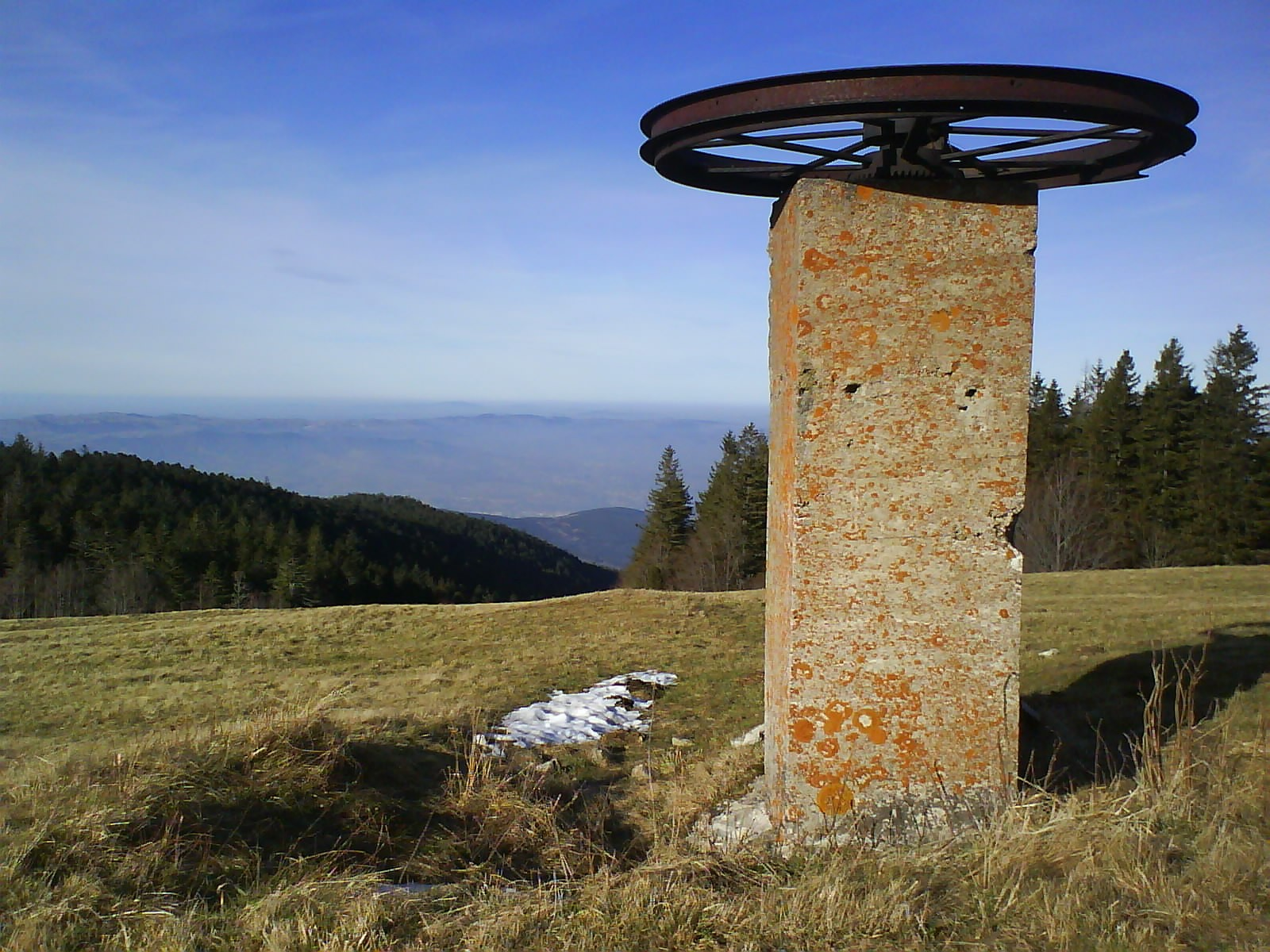
Ehemaliger Skilift bei La Jasserie
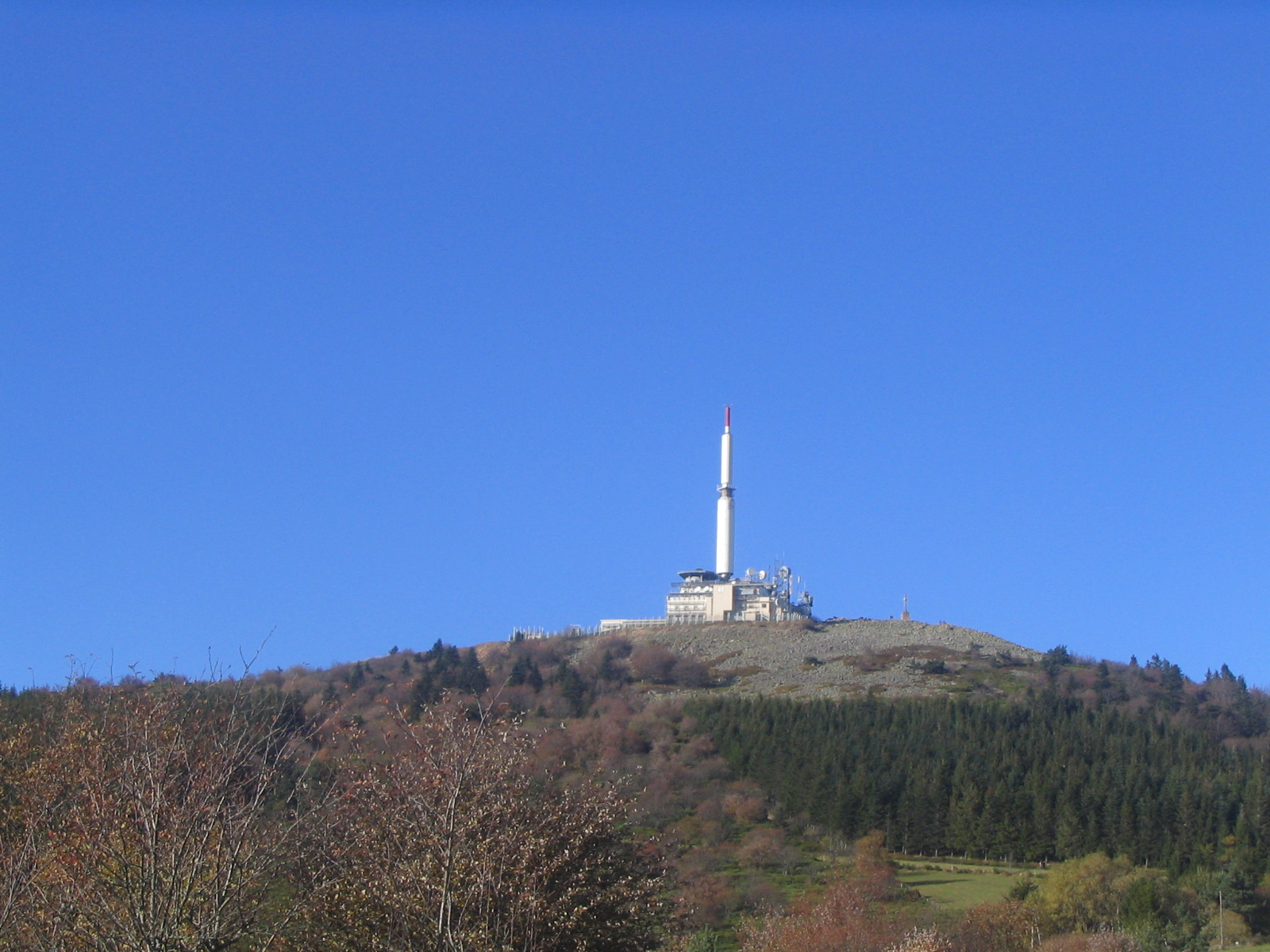
Crêt de l’Œillon
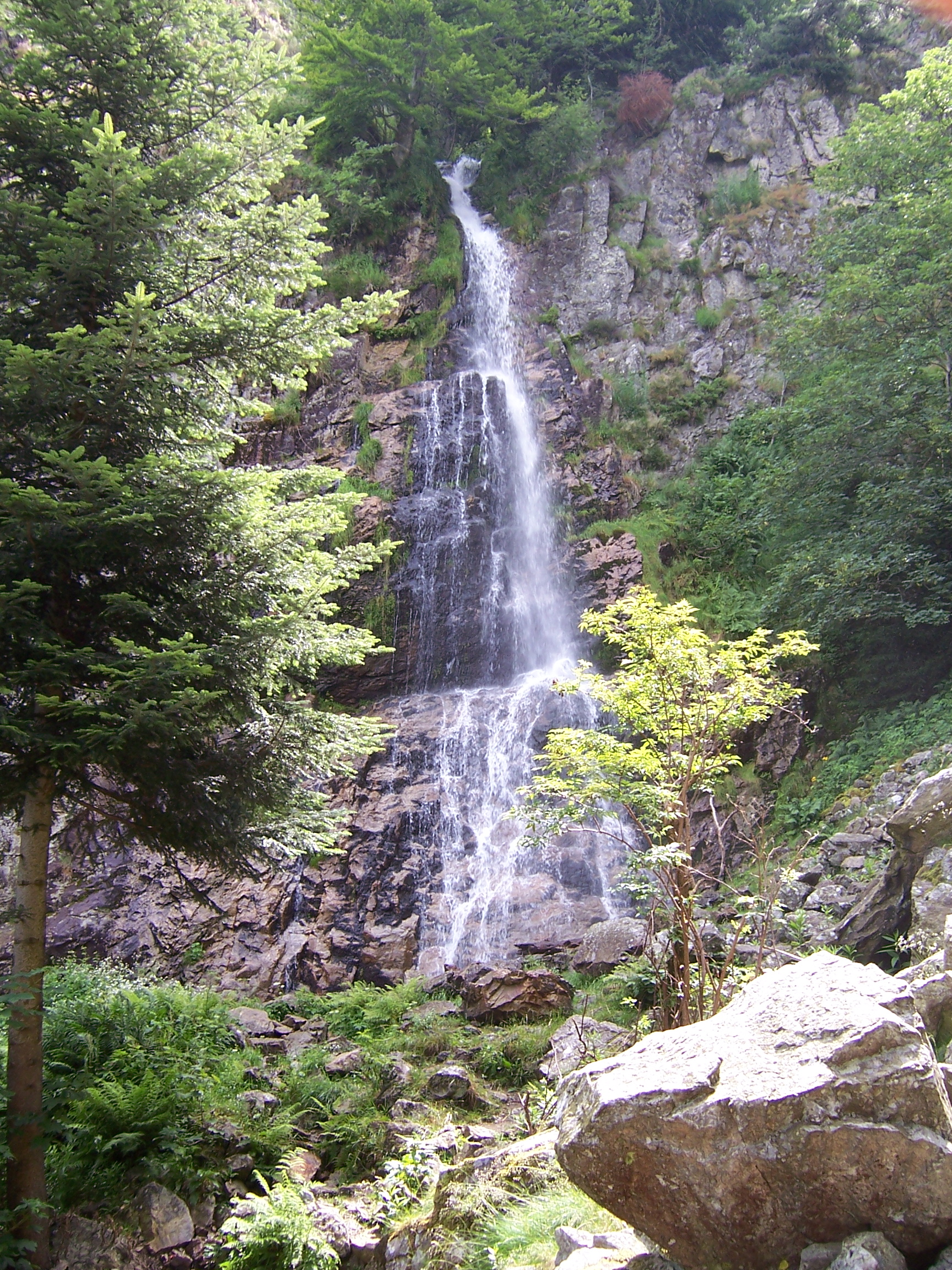
Der Wasserfall Saut du Gier

- Pilat du Giers oder auch Jarez

Das Gebiet liegt im Nordwesten des Naturparks und orientiert sich am Fluss Gier, der in den Crêts entspringt, nach etwa zehn Kilometer bei Saint-Chamond den Naturpark verlässt, dann jedoch nach Nordosten strebt und knapp außerhalb des Naturparks bis zu dessen nördlichem Ende verläuft und dort in die Rhône mündet. Zu seinem Einzugsgebiet gehören auch die Flüsse Dorlay und Couzon. Die Landschaft zeigt von Ost nach West zuerst offene Landschaften mit Heideflächen oder Weideland, dann folgen tiefe Schluchten, in denen die Flüsse mitunter zu Stauseen ausgebaut wurden. Nadelbaumwälder bedecken die hügeligen und felsigen Reliefs. Wie das Gebiet des Haut-Pilat ist auch der Jarez, dessen Abhänge zum industrialisierten Tal des Gier führen, ein Land der Viehzucht. Die Landwirte verkaufen ihre Produkte in den nahe gelegenen Städten, sind aber oft auch nur mehr Nebenerwerbsbauern und gehen zusätzlich auch einer anderen Beschäftigung in der Stadt nach.

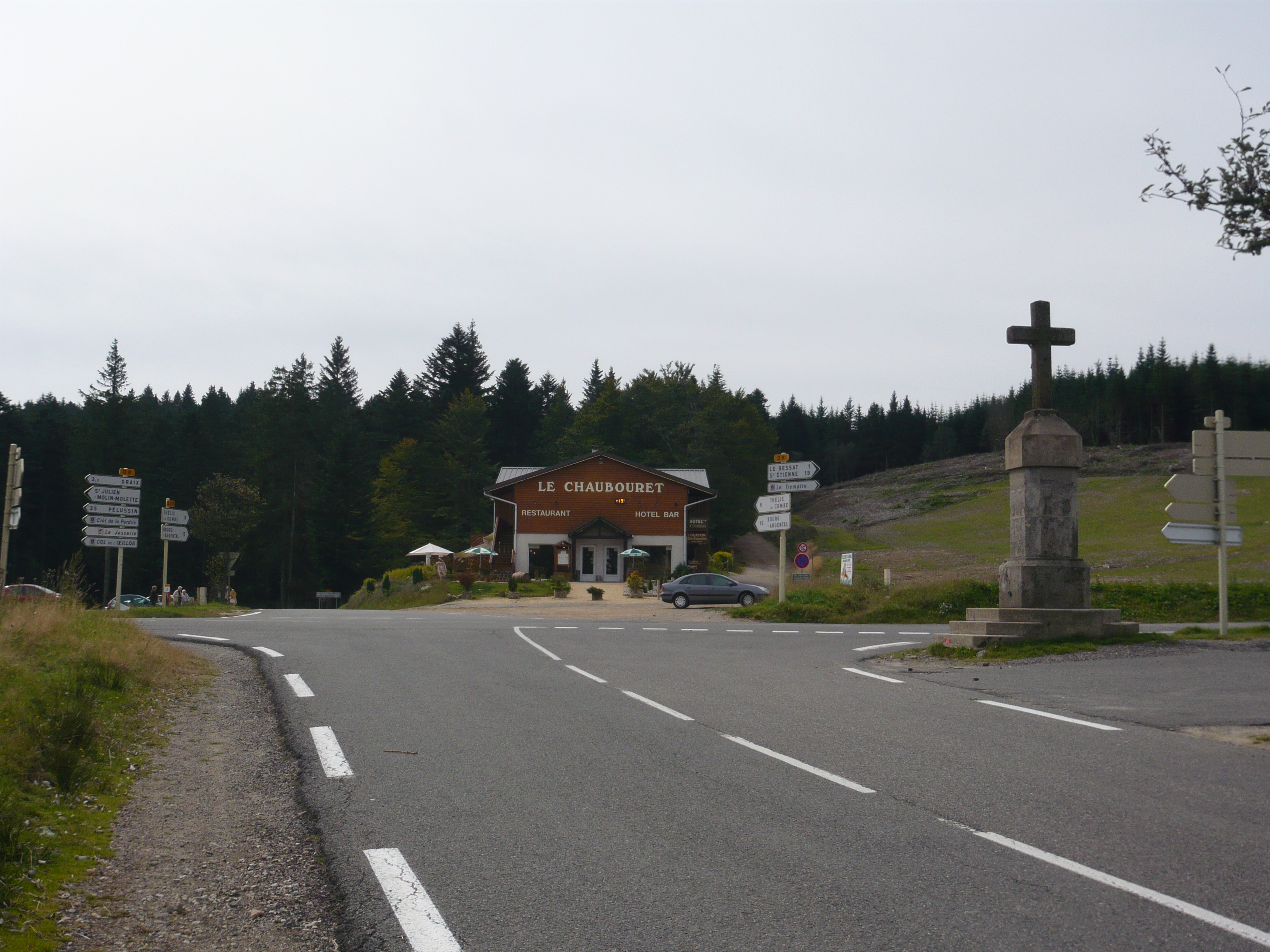
Le Bessat
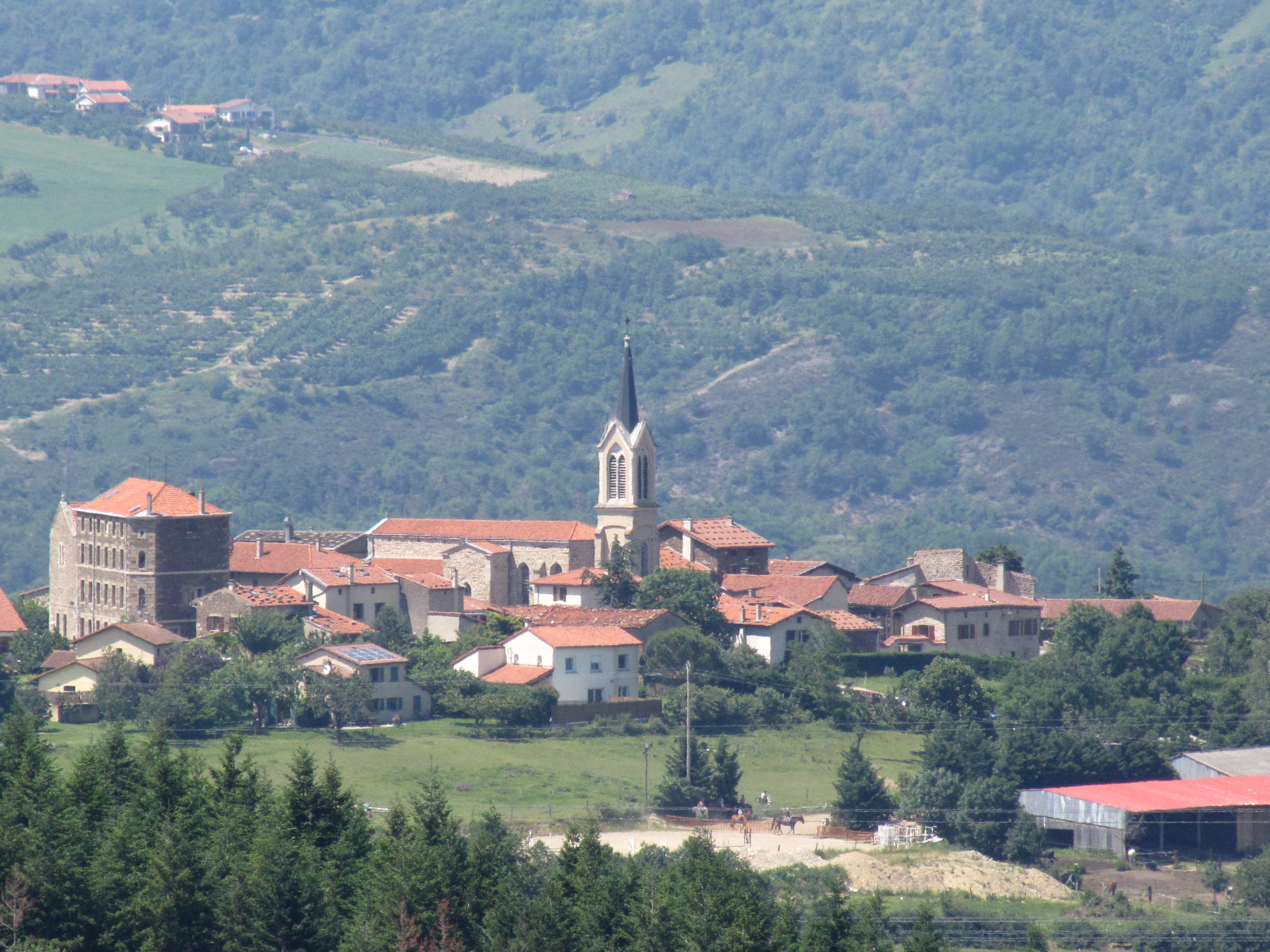
Farnay
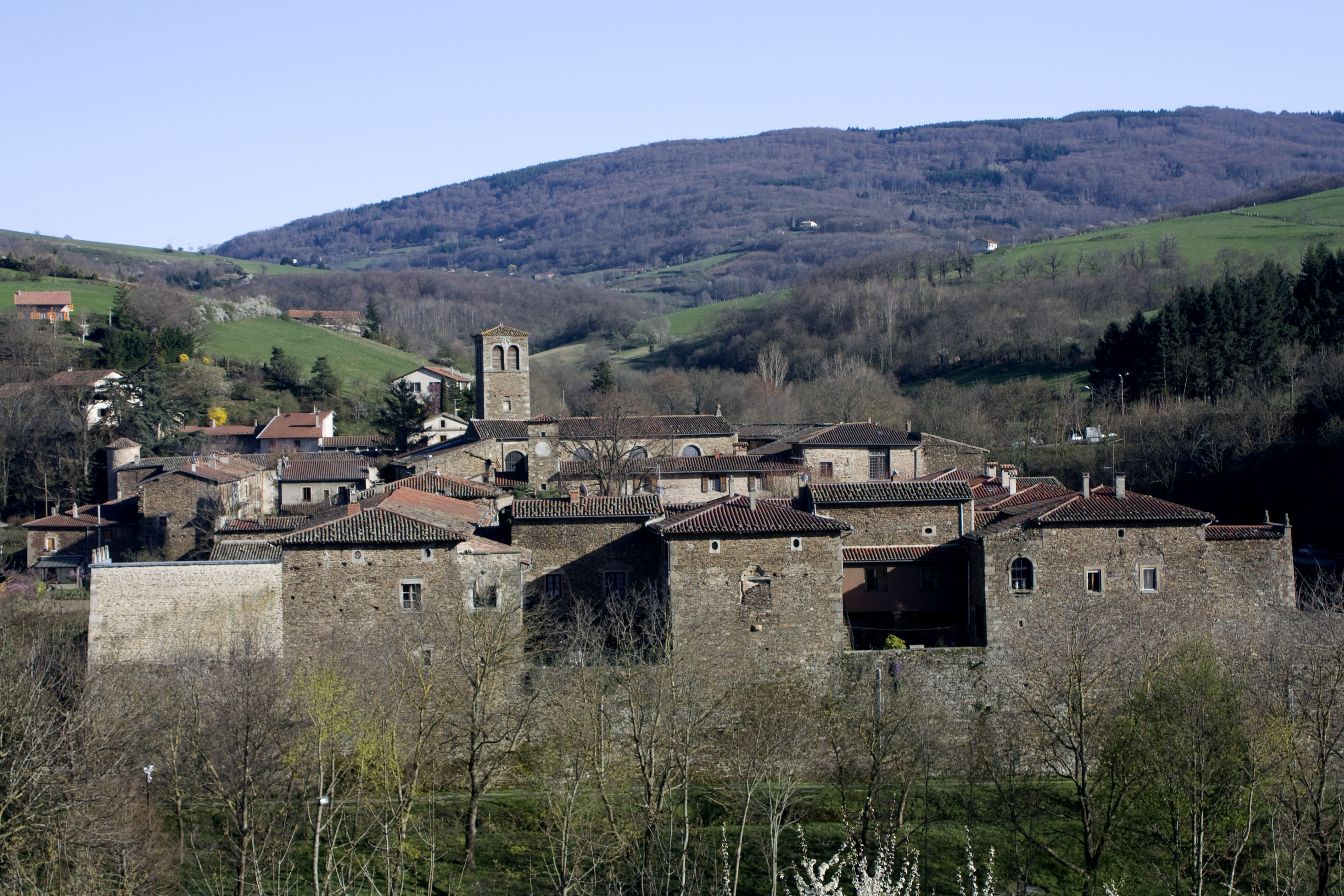
Kartause von Sainte-Croix-en-Jarez
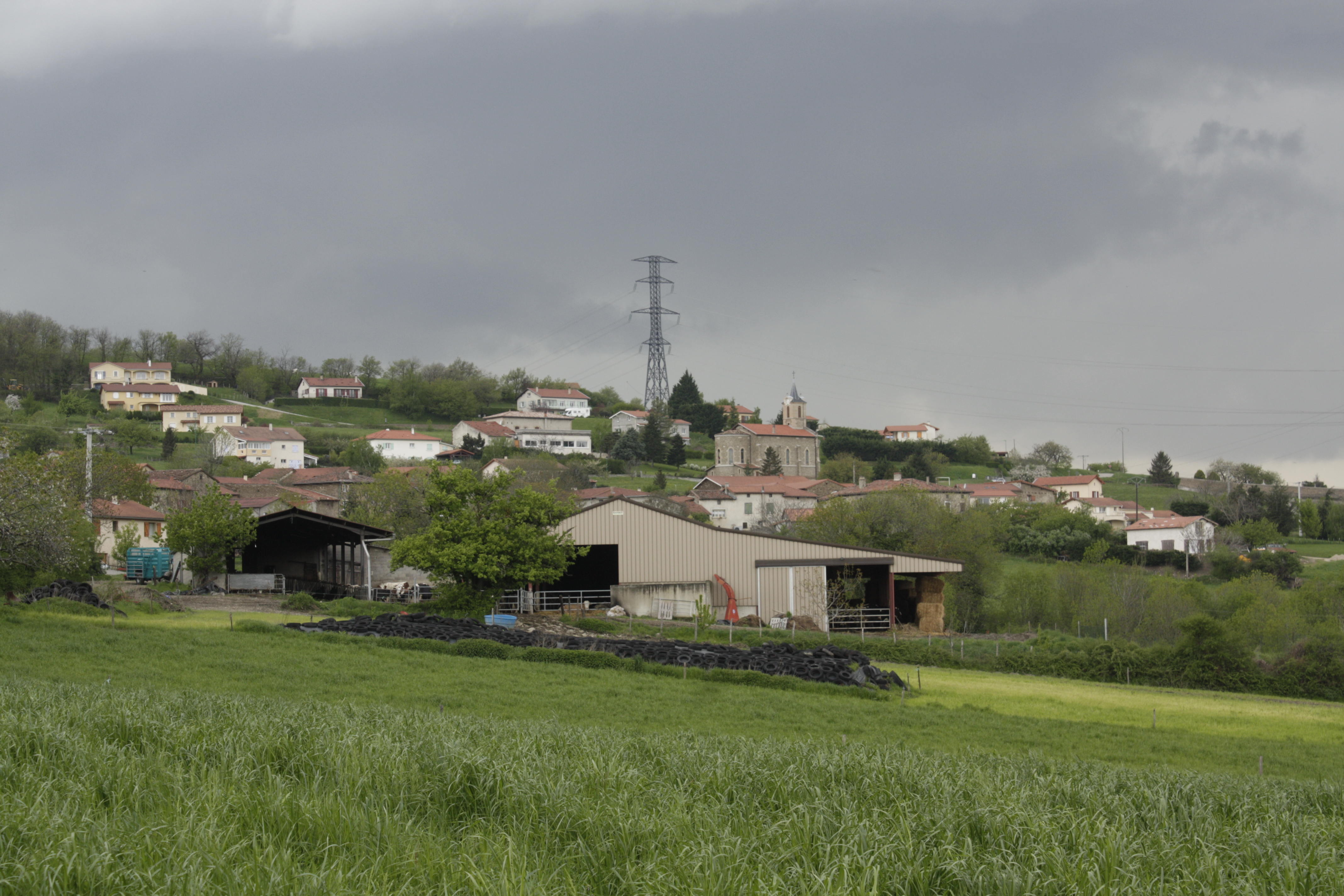
Stallung in Dizimieux, Gemeinde Longes
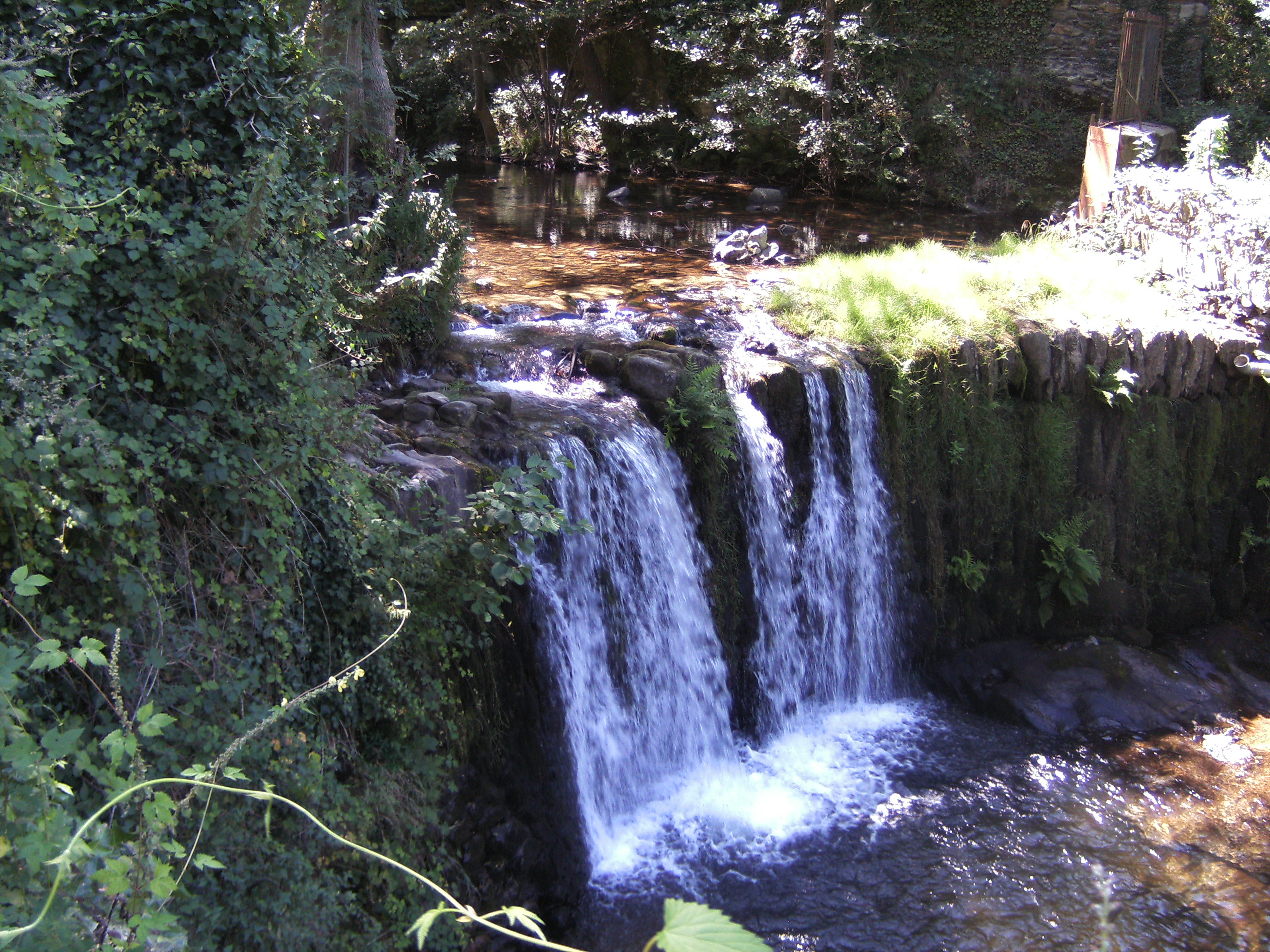
Der Gier bei Saint-Chamond
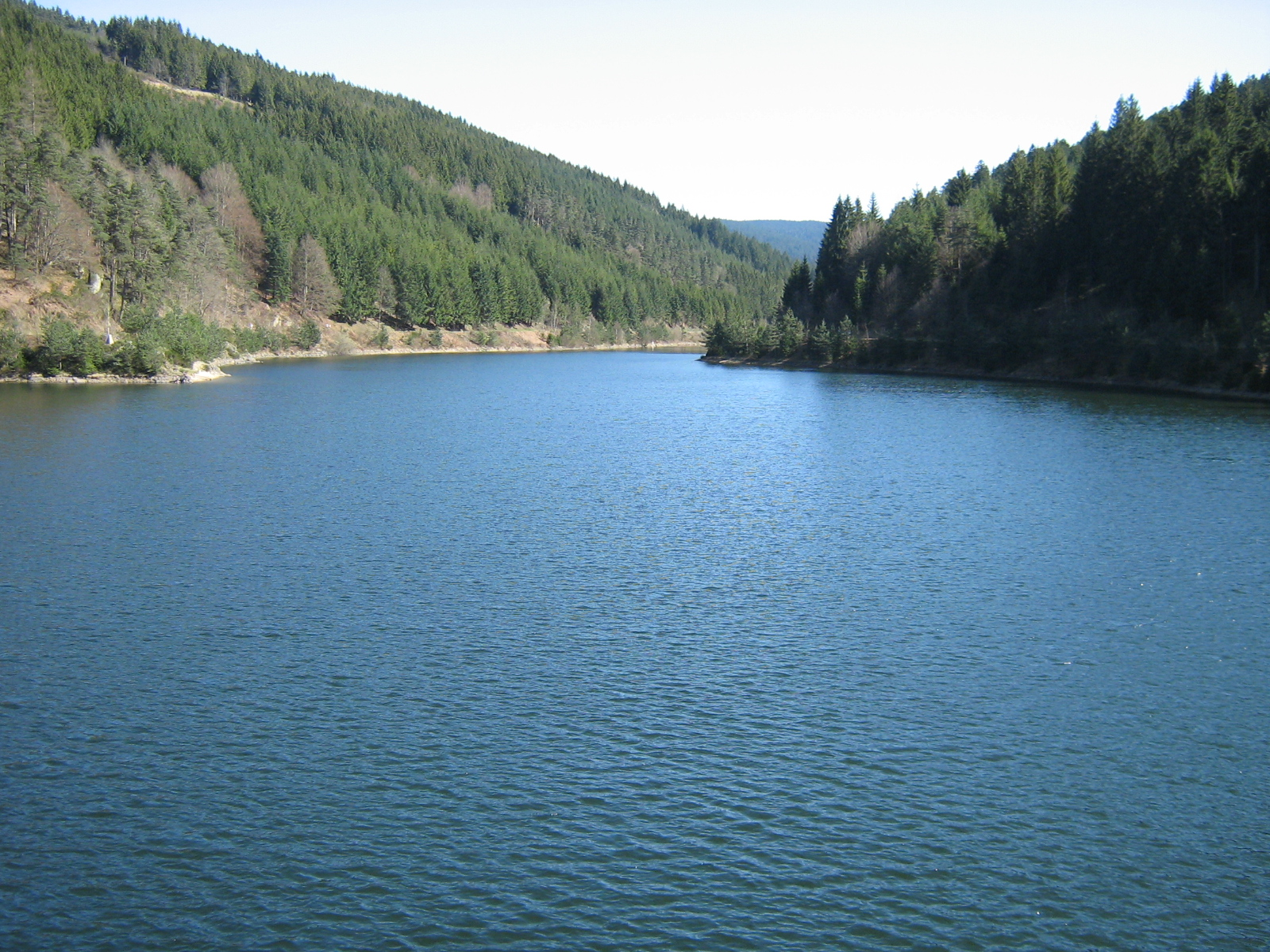
Stausee Pas-du-Riot am Fluss Furan